# Alfred Waud
Alfred Rudolph Waud (Londen, 2 oktober 1828 – Marietta (Georgia), 6 april 1891) was een Amerikaans illustrator. Hij is vooral bekend vanwege de wijze waarop hij de Amerikaanse Burgeroorlog in beeld heeft gebracht.

## Carrière
Voordat hij naar de Verenigde Staten emigreerde ging hij naar de Government School of Design in het Londense Somerset House. Hij had het voornemen om schilder van zeetaferelen te worden. Dit kwam echter niet goed tot ontwikkeling. Tijdens zijn studie bleek echter wel dat hij goed was in het uitbeelden van theatrale scènes. Hij besloot om dit te gaan uitbouwen in de Verenigde Staten. In 1850 emigreerde Waud. In de jaren 1850 werkte hij in Boston voor het tijdschrift the Carpet-Bag. Daarnaast verzorgde hij illustraties voor boeken zoals Hunter's Panoramic Guide from Niagara to Quebec (1857).

## Amerikaanse Burgeroorlog
In 1860 werd Waud illustrator of "special artist" (dit was een vaste aanstelling) voor de New York Illustrated News. Fotografie was er al wel tijdens de burgeroorlog, maar was nog ongeschikt om de levendige beelden op het slagveld vast te leggen. Kunstenaars als Waud waren dus erg belangrijk voor de illustraties van de artikelen die destijds door de schrijvende pers werden gemaakt.
In 1861 kreeg hij de opdracht om een beeldverhaal te maken van de Army of the Potomac. Hij was vervolgens aanwezig bij iedere veldslag van dit leger tussen de Eerste Slag bij Bull Run in 1861 en het Beleg van Petersburg in 1865. Waud was een van de twee aanwezige illustrators in de Slag bij Gettysburg.
Alfred Waud stierf in 1891 in Marietta (Georgia) tijdens zijn omzwervingen op de slagvelden in het Zuiden.

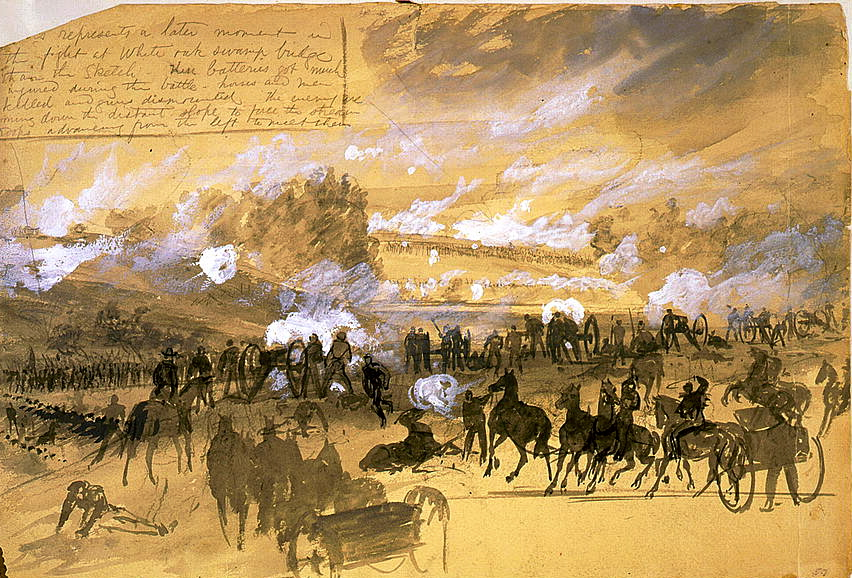
"Battle of White Oak Swamp" (1862)
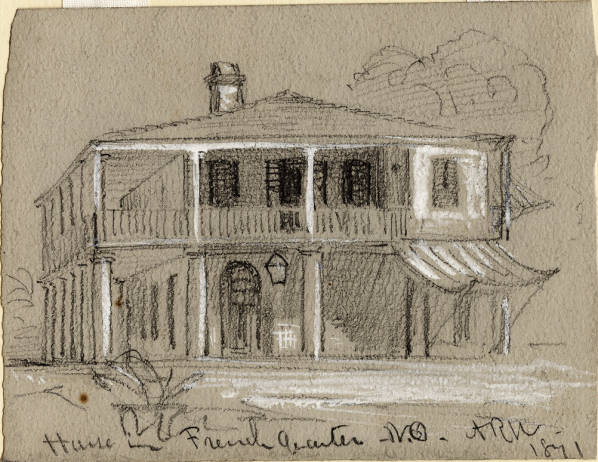
"House in the French Quarter of New Orleans" (1871)
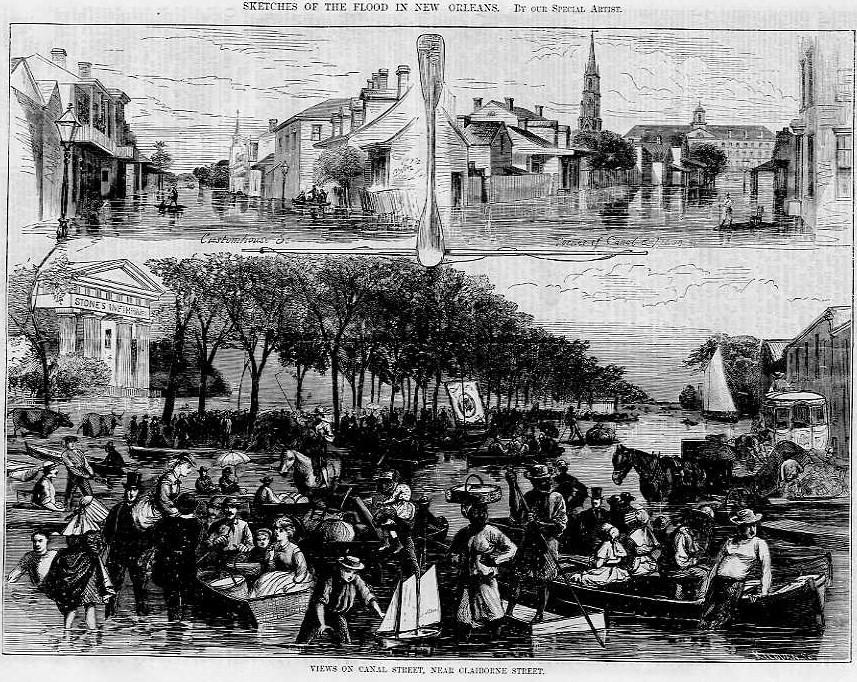
"Flood In New Orleans" (1871)
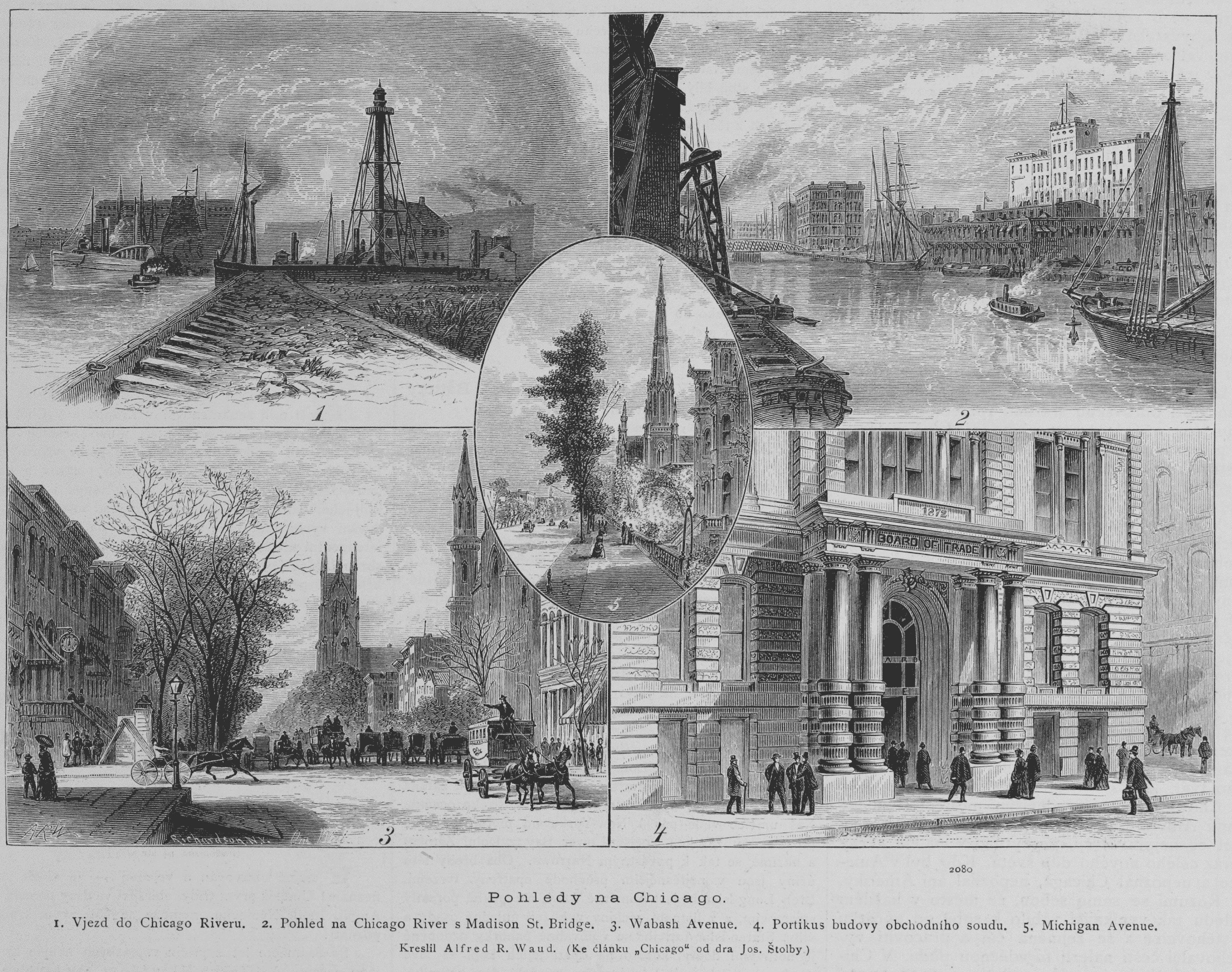
"Chicago" (1887)

- International Standard Name Identifier: 0000 0000 6708 764X
- Library of Congress Control Number: n83170752
- Nationale Bibliotheek van Israël: 987007439398505171
- PIC: 322393
- RKD-Nederlands Instituut voor Kunstgeschiedenis: 83091
- SNAC: w6ft8k5f
- Système universitaire de documentation: 184003490
- Union List of Artist Names: 500010848
- Virtual International Authority File: 75232247
- WorldCat: E39PBJghtWxfqQjpRmpM3Mwgrq